# Resolução 293 do Conselho de Segurança das Nações Unidas
A Resolução 293 do Conselho de Segurança das Nações Unidas, aprovada em 26 de maio de 1971, após reafirmar as resoluções anteriores sobre o tema, e observando os recentes desenvolvimentos encorajadores, o Conselho estendeu a posição no Chipre da Força das Nações Unidas para Manutenção da Paz no Chipre por um período adicional, terminando agora em 15 de dezembro de 1971. O Conselho também exortou as partes diretamente interessadas a continuarem a agir com o máximo de contenção e a cooperarem plenamente com a força de manutenção da paz.